# Troglodyte bicolore
Campylorhynchus griseus
Espèce
Statut de conservation UICN

 LC  : Préoccupation mineure
Le Troglodyte bicolore (Campylorhynchus griseus) est une espèce de passereaux d'Amérique du Sud appartenant à la famille des Troglodytidae.
Il mesure 21.5 cm de long et est le deuxième plus grand troglodyte après le Troglodyte géant.

## Répartition
On le trouve en Colombie, au Venezuela, en Guyane et dans l'extrême nord du Brésil.

Distribution du troglodyte bicolore.

## Habitat
Ses habitats naturels sont les forêts subtropicales ou tropicales sèches, les forêts subtropicales ou tropicales humides en plaine, les zones arbustives sèches et de haute montagne ainsi que les forêts primaires fortement dégradées.